# Halo 22°

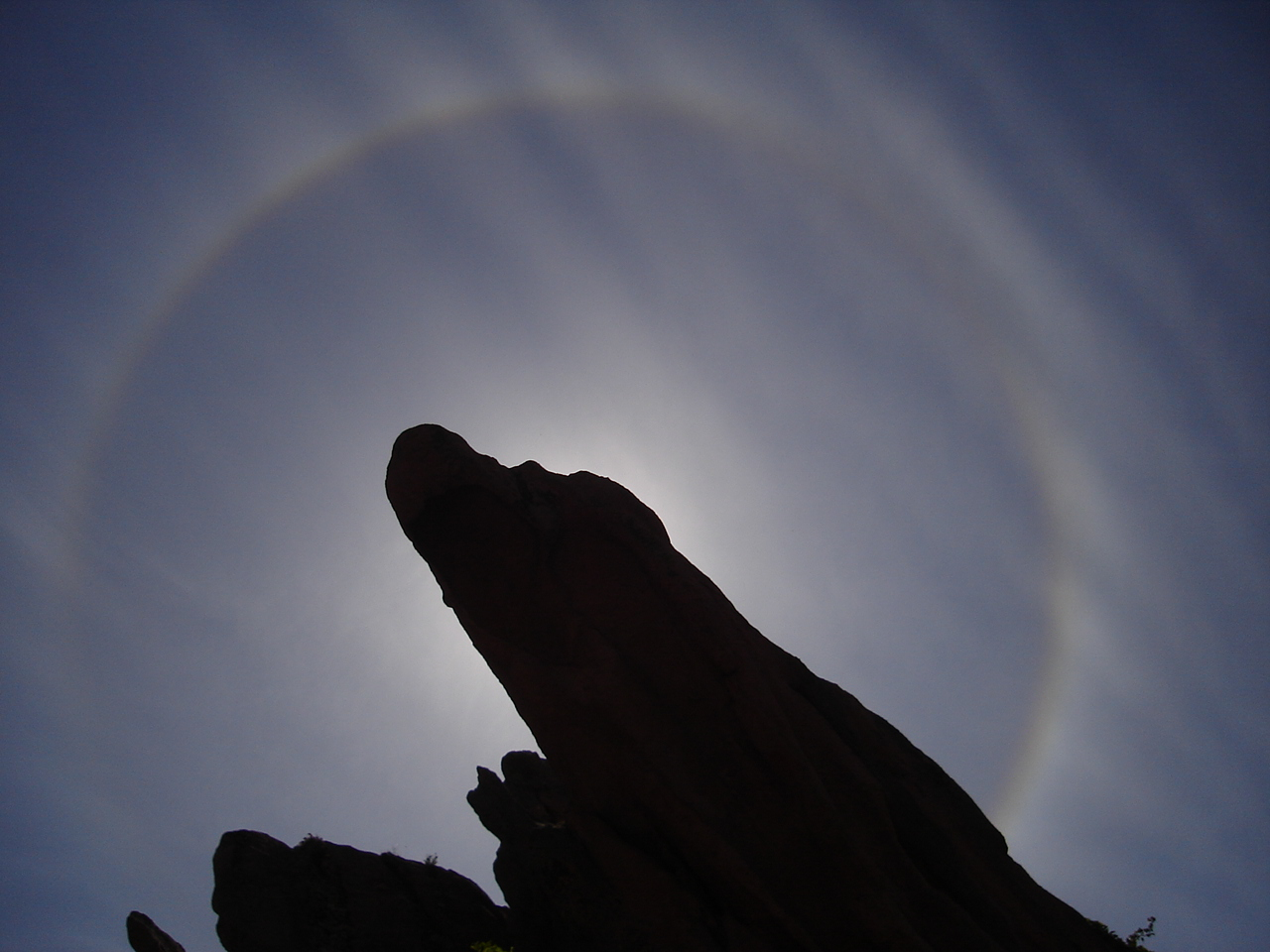
Halo 22°

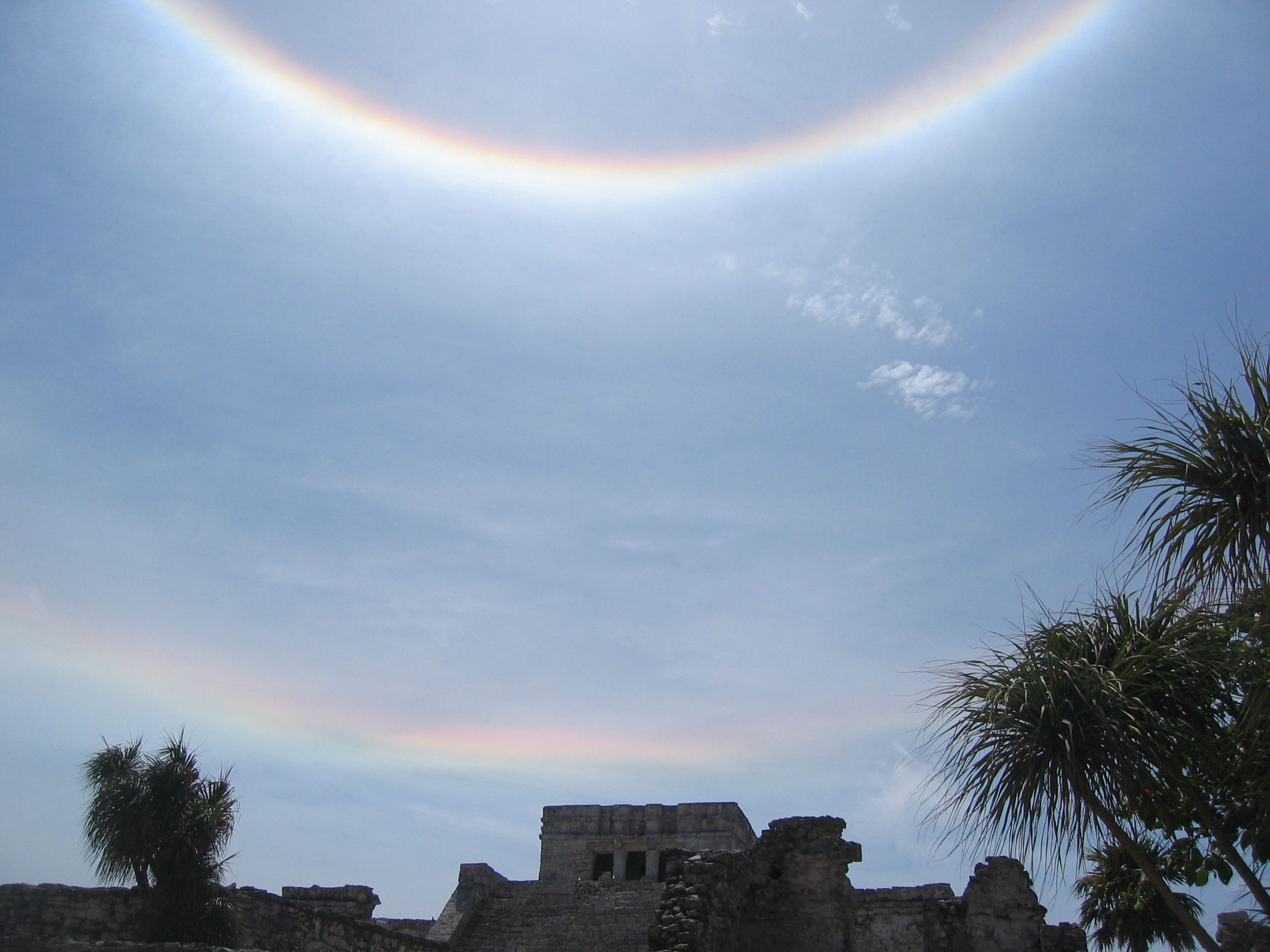
U góry fragment halo 22°, u dołu część łuku okołohoryzontalnego (Meksyk, 2008)

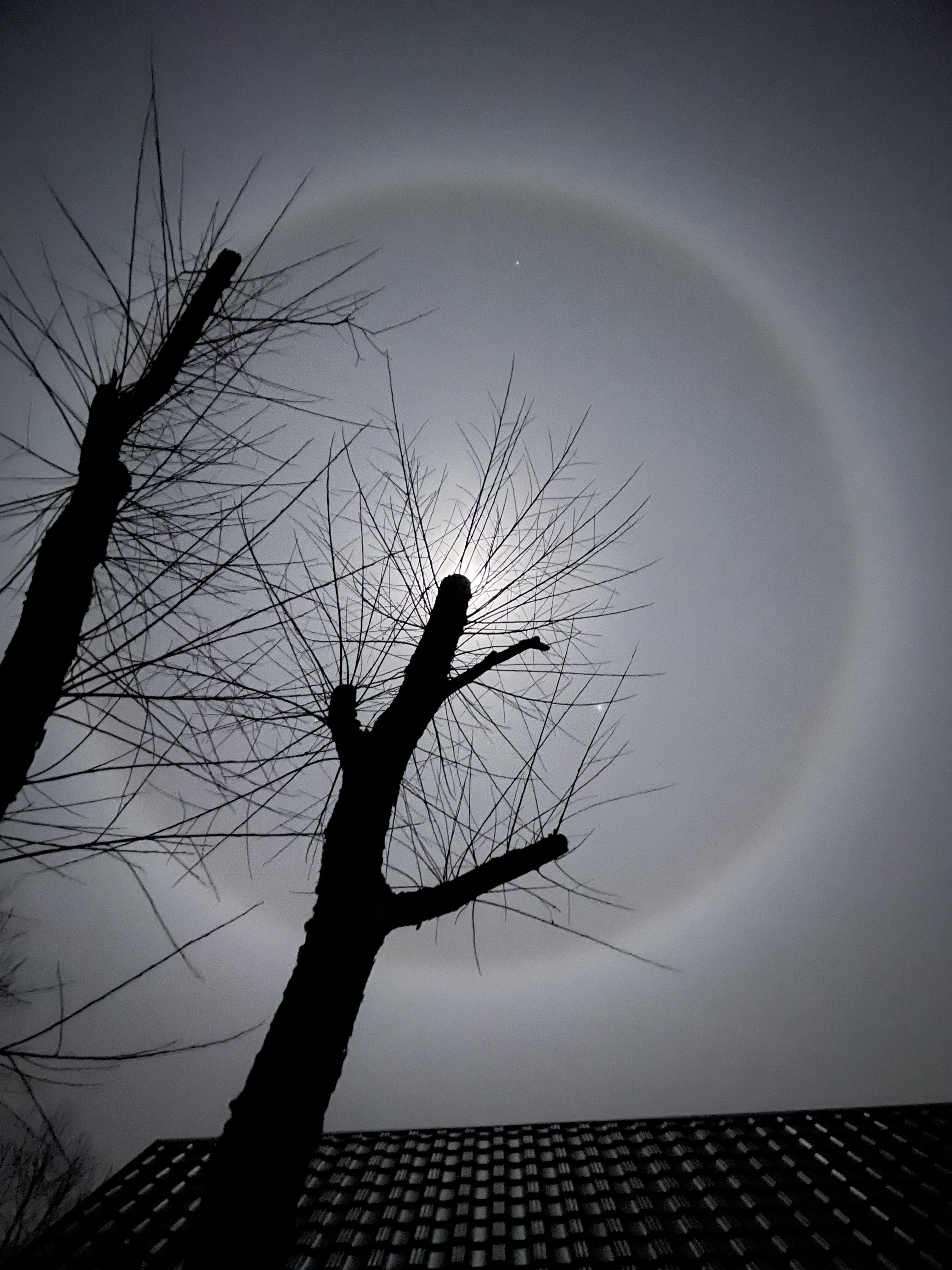
Zjawisko halo 22° wokół księżyca. Gorce, Szczawa 2025

Halo 22° – jedno ze zjawisk optycznych halo zachodzących w ziemskiej atmosferze. Występuje w postaci okręgu lub jego fragmentu o promieniu kątowym 22° wokół słońca, sporadycznie księżyca. Koło wewnątrz łuku halo jest ciemniejsze niż otaczające je niebo, a na zewnątrz łuku halo niebo jest jaśniejsze. Krawędź wewnętrzna jest lekko zabarwiona na czerwono, dalej kolor zanika, a zewnętrzna krawędź jest zabarwiona na niebiesko. Kolory zwykle są słabo zaznaczone lub niemal zupełnie niewidoczne. Halo 22° może wystąpić o każdej porze dnia oraz na każdej szerokości geograficznej, jest najczęściej występującym zjawiskiem wywołanym przez załamanie światła w kryształkach lodu w atmosferze ziemskiej. Towarzyszą mu czasami inne zjawiska optyczne o kącie załamania około 22°, powstające przy szczególnym ułożeniu kryształków lodu w powietrzu. 22° halo mogą być widoczne aż 100 dni w roku.

## Powstawanie
Halo 22° powstaje w wyniku załamania w promieni słonecznych (światła białego) w sześciokątnych kolumnowych kryształkach lodu zawieszonych w powietrzu; gdy promień przechodzi przez dwie boczne ścianki kryształu tworzące kąt 60°, minimalny kąt odchylenia promieni przy takim przejściu jest w przybliżeniu równy 22° (średnio 21,84°, 21,54° dla światła czerwonego i 22,37° dla niebieskiego). Wskutek istnienia różnych współczynników załamania światła o różnej długości fali pojawiają się kolorystyczne efekty rozszczepienia.
Światło przechodząc przez sześciokątne kryształy lodu odchylane jest przy wejściu i wyjściu z kryształu, promień wychodzący tworzy z wchodzącym kąt od 22° do 50°. Najwięcej promieni załamuje się pod kątem niewiele większym od minimalnego, dlatego halo jest najjaśniejsze tuż przy jego wewnętrznej krawędzi i słabnie dla coraz większych kątów. Ponieważ światło nie załamuje się pod kątem mniejszym niż 22°, niebo jest ciemniejsze wewnątrz halo. Efekt ciemniejszego wnętrza jest podobny do pasa Aleksandra, który leży między pierwotnym a wtórnym łukiem tęczy.
Halo 22° powstaje, gdy powietrze zawiera miliony różnie zorientowanych (słabo skorelowane) kryształków lodu. Niektóre z kryształków ustawione są prawie prostopadłe do słonecznego światła, będąc w odpowiednim miejscu wytwarzają podświetlony okrąg 22°, podczas gdy kryształy znajdujące się w kierunku widzianym jako ciemniejsze obszary tworzą zjawisko halo dla innych obserwatorów. Ustawienie kryształków lodu nie ma większego wpływu na tworzenie się halo.
Podobnie jak inne zjawiska halo, 22° halo pojawia się, gdy na niebie jest cienka warstwa chmur cirrus zawierających kryształki lodu, które powodują zjawisko.
Małe kolorowe aureole znacznie bliżej słońca, które są wytwarzane przez kropelki wody, mogą być mylone z 22° halo.

## Zjawiska towarzyszące

Kryształki lodu, u góry płytkowy, u dołu kolumnowy

W pobliżu halo 22°, na zewnątrz niego, powstają inne zjawiska optyczne, tworzone przez kryształy szczególnie ustawione lub szczególnie oświetlone; zjawiskami tymi są:
- halo opisane
- górny łuk styczny i dolny łuk styczny
- łuki Lowitza
- łuki Parry’ego

Gdy słońce znajduje się nisko nad horyzontem, promienie mogą być załamywane pod kątem 22° zarówno przez kryształki kolumnowe jak i płytkowe, halo w tym miejscu może być szczególnie jasne – jest nazywane słońcem pobocznym.
Zjawisko silniejszego odbicia dla kąta 22° występuje także, gdy światło odbija się od śniegu.